# سیگورد کندر
سیگورد کندر (انگلیسی: Sigurd Kander؛ ۲۹ ژانویه ۱۸۹۰ – ۳۰ آوریل ۱۹۸۰ (aged 90)) قایقران، و قایقران قایق بادبانی اهل سوئد بود.